# London Eye
London Eye är ett pariserhjul i London som restes för att fira tusenårsskiftet (1999–2000) Det ligger på Themsens södra sida. Högst upp befinner man sig 135 meter över marken och har cirka 40 kilometers utsikt i alla väderstreck. London Eye invigdes den 31 december 1999 kl 20:00, men kunde inte sättas i drift för allmänheten förrän i mars 2000 på grund av tekniska problem. 
Hjulet är uppbyggt på samma sätt som ett cykelhjul med ekrar. Med flera vajrar utplacerade i hjulet istället för stela balkar blev konstruktionen mycket lättare och billigare. Trots det består den av 1 700 ton stål.
Vid full kapacitet drar hjulet omkring 190 kilowatt. Hjulet har 32 gondoler som vardera tar 25 passagerare. Under en dag kan det ta upp till 15 000 passagerare. Det tar cirka 30 minuter att åka ett helt varv. Sedan invigningen har London Eye haft 76 miljoner passagerare.

## Konstruktion

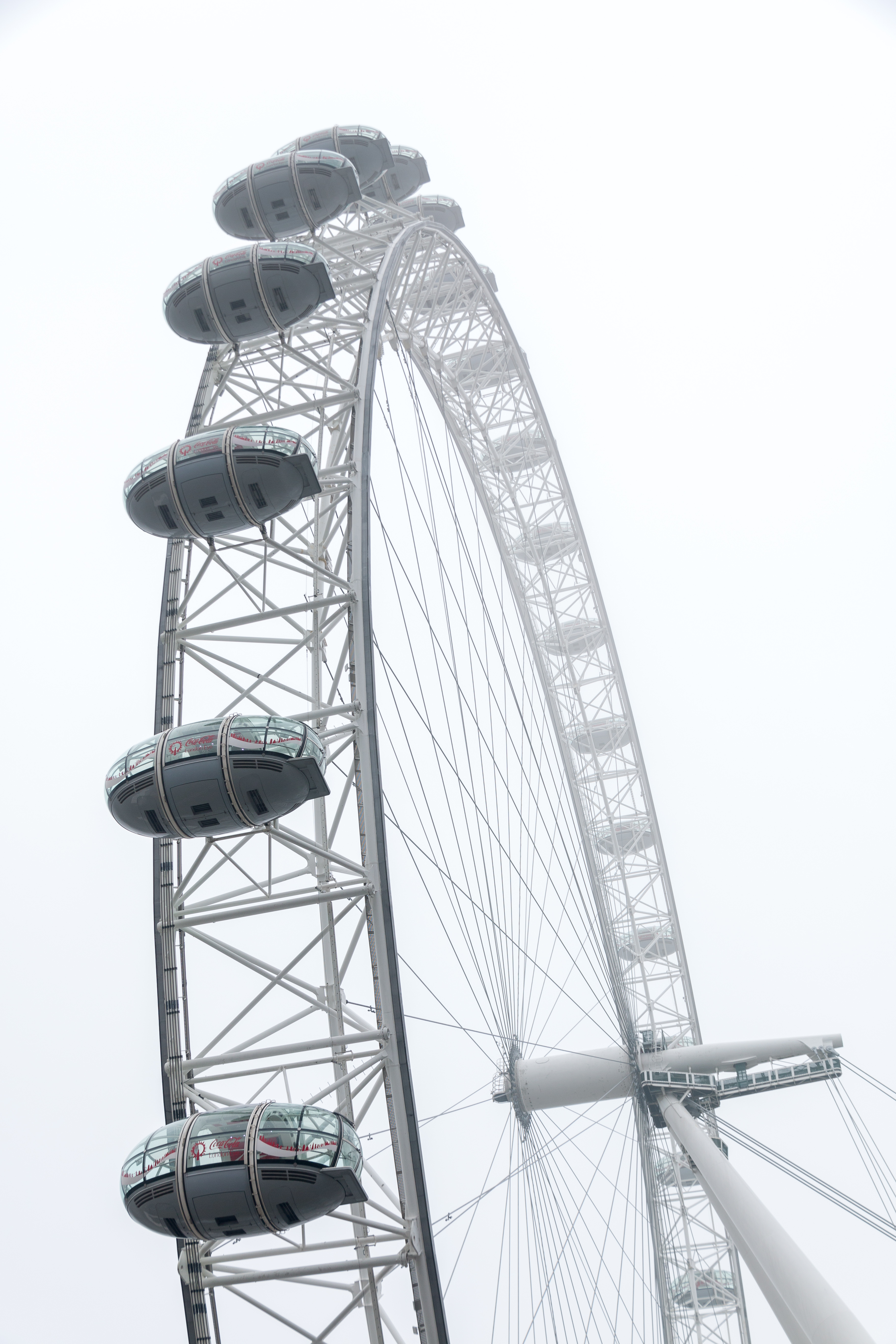
Närbild av konstruktionen

Hjulet är byggt som ett cykelhjul.  Metallkonstruktionen, "fälgen", hålls uppe av spända stålkablar och navet är fäst på en lutande  A-formad stötta på ena sidan.
Hjulet byggdes i sektioner som transporterades uppför Themsen på pråmar. Sektionerna samlades liggande på platformar i floden och restes med hjälp av en enorm kran. Det lyftes med 2 grader 
i timmen till 65 grader och efter en veckas paus slutligen på plats. Byggprojektet var intereuropeiskt med deltagande av sex olika länder. Belysningen som ursprungligen var med lysrör byggdes om till LED år 2006.
Med en höjd på 135 meter var London Eye världens största pariserhjul när det öppnade för passagerare år 2000. Idag (2020) är det världens femte största efter   Star of Nanchang (år 2006, 160 meter), Singapore Flyer (år 2008, 165 meter), High Roller i Las Vegas (år 2014, 167 meter) och Ain Dubai (år 2020, 210 meter).

## Gondoler
De 32 slutna och luftkonditionerade ovoida gondolerna väger 69 ton var. De utformades och byggdes av franska Poma. Gondolerna, som roterar med hjälp av elmotorer, är numrerade från 1 till 33, men nummer 13 saknas.  Varje gondol representerar en av Londons kommuner (boroughs). Passagerarna kan röra sig fritt i gondolen under färden men det finns också plats att sitta.
En renovering av gondolerna påbörjades år 2009. De togs ner en och en och flottades nedför Themsen till Tilbury Docks i Essex för vidare transport till verkstad. Gondolen ersattes av en "dummy" under renoveringen.